# Paralichthyidae
Famille
Les Paralichthyidae sont une famille de poissons plats, de type flet.

## Genres
- Ancylopsetta Gill, 1864.
- Cephalopsetta Dutt and Rao, 1965.
- Citharichthys Bleeker, 1862.
- Cyclopsetta Gill, 1889.
- Etropus Jordan and Gilbert, 1882.
- Gastropsetta Bean, 1895.
- Hippoglossina Steindachner, 1876.
- Paralichthys Girard, 1858.
- Pseudorhombus Bleeker, 1862.
- Syacium Ranzani, 1842.
- Tarphops Jordan and Thompson, 1914.
- Tephrinectes Günther, 1862.
- Thysanopsetta Günther, 1880.
- Xystreurys Jordan and Gilbert, 1880.